# Tjursöarkipelagen
Tjursöarkipelagen este o arie protejată (arie de protecție specială avifaunistică — SPA) din Suedia întinsă pe o suprafață de 1.875,4 ha, integral pe uscat.

## Localizare
Centrul sitului Tjursöarkipelagen este situat la coordonatele 60°21′39″N 17°05′54″E / 60.3609°N 17.0982°E.

## Înființare
Situl Tjursöarkipelagen a fost declarat arie de protecție specială avifaunistică în iulie 2000 pentru a proteja 12 specii de animale.

## Biodiversitate
Situată în ecoregiunea boreală, aria protejată nu include niciun habitat protejat.
La baza desemnării sitului se află mai multe specii protejate de  păsări (12): cocoșul de mesteacăn (Bonasa bonasia), lebădă de iarnă (Cygnus cygnus), ciocănitoare neagră (Dryocopus martius), muscar (Ficedula parva), cufundar polar (Gavia arctica), ciuvică (Glaucidium passerinum), sfrâncioc roșiatic (Lanius collurio), vultur pescar (Pandion haliaetus), ciocănitoare verzuie (Picus canus), chiră de baltă (Sterna hirundo), huhurezul mic (Strix uralensis), cocoșul de mesteacăn (Tetrao tetrix tetrix).